# Лопушнянське нафтове родовище
Лопушнянське нафтове родовище — належить до Більче-Волицького нафтогазоносного району Передкарпатської нафтогазоносної області Західного нафтогазоносного регіону України.

## Опис
Розташоване в Чернівецькій області на відстані 20 км від м. Вижниця.
Приурочене до Лопушнянської підзони Більче-Волицької зони. Лопушнянська структура виявлена в 1972 р. Вона виражена в автохтонних мезозойських, палеогенових та неогенових відкладах Більче-Волицької зони, на які насунені стебницькі та флішеві утворення структур Максимця, Плоского і Брусного системи Покутських складок та Скибової зони. По покрівлі юрських відкладів структура є брахіантикліналлю загальнокарпатського простягання розміром 6х3 км, амплітудою 150 м. Поздовжніми та поперечними порушеннями вона розбита на 7 блоків. 
Перший промисловий приплив нафти отримано з альбсько-сеноманських утворень в інтервалі 4180-4199 м у 1984 році. 
Палеогеновий Поклад пластовий, літологічно обмежений, альбсько-сеноманський — пластовий, склепінчастий, тектонічно екранований, юрський — масивний. Колектори — пісковики та карбонати. 
Експлуатується з 1986 р. Режим Покладів пружний та розчиненого газу. Запаси початкові видобувні категорій А+В+С1: нафти — 6401 тис. т; розчиненого газу — 1162 млн. м³. Густина дегазованої нафти 822-840 кг/м³. Вміст сірки у нафті 0,13-0,35 мас.%.